# Сан Мар (Мериленд)
Сан Мар (енгл. San Mar) насељено је место без административног статуса у америчкој савезној држави Мериленд.

## Демографија
По попису из 2010. године број становника је 384, што је 131 (-25,4%) становника мање него 2000. године.
| Група             | 2000.       | 2010.       |
| Белци             | 509 (98,8%) | 364 (94,8%) |
| Афроамериканци    | 3 (0,6%)    | 10 (2,6%)   |
| Азијати           | 1 (0,2%)    | 0 (0,0%)    |
| Хиспаноамериканци | 1 (0,2%)    | 8 (2,1%)    |
| Укупно            | 515         | 384         |